# Baddow Park
Baddow Park – osada w Anglii, w hrabstwie Essex, w dystrykcie Chelmsford. Leży 6 km na południe od miasta Chelmsford i 47 km na północny wschód od Londynu.